# 僕の妹は「大阪おかん」
『僕の妹は「大阪おかん」』（ぼくのいもうとはおおさかおかん）は、BS朝日にて2012年12月から2013年3月まで放送された日本のテレビアニメ。全12話。

## 概要
中経出版（現在はKADOKAWAの社内カンパニー）が発行する、日本各地域の住民の県民性を面白おかしく紹介する「ルールシリーズ」のうち『大阪ルール』『大阪おかんルール』を原作としたショートアニメ。ライトノベル風のストーリーで「大阪の風土」「大阪人気質」を紹介する。
BS朝日にとっては短編アニメながらも、初めて同局が製作委員会参加にして、かつ独占放送となる深夜アニメとなる。
第二話にて、制作者が共通である『gdgd妖精s』の映像が映るというセルフパロディも存在し、一方のgdgd妖精sの2期目でも本作が話のネタとして出された。

## 登場人物
石原浪花（いしはら なみか）
声 - 阿澄佳奈
主人公。高校1年生。家庭の事情で大阪で暮らしていたが、高校進学をきっかけに兄・京介のいる東京に10年ぶりに戻り、彼と暮らし始める。大阪暮らしが長かったせいか、性格がオバちゃん臭くなった上にファッションも派手な色彩の上着にラメ入りスパッツを好んで履くなど、若いのに「大阪おかん（大阪のお母ちゃん）」になってしまっている。
石原京介（いしはら きょうすけ）
声 - 白石涼子
浪花の兄。高校2年生。自称「ごく平均的な高校生」。再会した妹の変わり様に、呆れつつも驚きの色を隠せないでいる。
楓（かえで）
声 - 井口裕香
浪花のクラスメイトで眼鏡をかけている。京介に片想いしている様な素振りを見せる。第3話から登場。
なお井口はモブキャラ（男性・女性とも）の声も担当している。

## 大阪ルール
作中の止め絵で京介が説明し、最後は浪花の「でんがなまんがな！」の台詞で締める。
1. 今川焼きは大阪では「回転焼き」というらしい
2. 肉まんは「豚まん」、アイスコーヒーは「冷コー」、コーヒーミルクは「フレッシュ」、駐車場は「モータープール」というらしい
3. テレビにツッコミを入れずにはいられないらしい
4. なんだかんだ言って、ヌマカミ ミエコは好きらしい
5. 家庭ごとにお好み焼きの流派があるらしい
6. 自転車には「さすべえ[2]」と「ひったくり防止カバー[3]」がマストアイテムらしい
7. 日常会話の中で、人が持っているものの値段を聞くのは普通のことらしい。そして自分が安く買ったものは自慢したいらしい
8. 基本的に疑い深いがちょっと得する話には弱いらしい
9. 女子は高校生になると「アメちゃん袋」を持ち始めるらしい
10. 「考えときます」は「ごめんなさい」という意味らしい
11. 魅力的な男性の最重要項目は「オモロい」らしい
12. 朝一で「勝ったなぁ」といえば阪神のことらしい
13. なんだかんだで弱い阪神も好きらしい
14. よく分からない根拠で決めつける&主張は曲げないらしい
15. ケチなようであげたがりらしい
16. 値切れないときはオマケを付けてもらうらしい
17. ヒョウ柄は減ってきても依然「柄物」を好む傾向は健在らしい
18. 街頭インタビューには「もう映さんといて」と言いつつやる気満々らしい
19. 横文字の店名や商品はちょいちょい間違えるらしい
20. 横文字は間違っても動じないらしい
21. 大人でも歩き食い&立ち食いしたいらしい
22. 電車内でも堂々!気にせず大声で話すらしい
23. 今聞いたばかりの話を「で、どうなったん?」とすぐに聞き返すらしい
24. まず敵か味方かをハッキリさせたいらしい
25. 値切れるチャンスは逃さないらしい
26. 電車に乗る時は「いこか」もしくは「するっとかんさい」らしい
27. 説明にやたらと「擬音語」、「指示代名詞」が多いらしい
28. 失敗はむしろネタにするものらしい
29. 道に迷ってる人がいれば、知らなくても教えるらしい
30. 外国人にもひるまず、大阪弁で喋るらしい
31. 芸能人がいたら「いつも見てます」「応援してんでぇ」と握手してもらうらしい
32. 優良飲食店の条件は「美味い」「安い」に加えて「愛想良し」らしい
33. 店の不手際にはしっかりクレームをつけるのが真の親切らしい
34. クレームを付けた後でも店から出る時は「ありがとう」は忘れないらしい
35. 食べ物には「さん」付けするものがあるらしい。何に「さん」付けするかは「センス」らしい
36. 間違った大阪弁は絶対許されないらしい

第1.5話版
1. スーパー玉出という客が心配するほど安いスーパーがあるらしい
2. うどんは「ダシ」にこだわるらしい。味が濃くても良いものといけないものの差は「フィーリング」らしい
3. 大阪の喫茶店には「ミックスジュース」があるらしい。そしてお店としてはコストパフォーマンスがいいらしい

## スタッフ
- 原作 - 中経出版「大阪おかんルール」「大阪ルール」
- 演出・脚本 - 石舘光太郎
- キャラクター原案 - 菅原そうた
- キャラクターデザイン - pikomaro
- アニメーション制作 - キャラクション
- 動画 - 山本雄三、ポエ山、カワカミヤスコ、フジツカ
- 美術制作 - RON2STUDIO
- 美術 - 甲元隆則、山田美伸、山本知佳
- 音楽 - 井上純一
- 音響効果 - 徳永義明
- 音響制作 - グロービジョン
- プロデューサー - 赤澤賢司、高橋敦司、岡田佳治、麻生英輔、大渕隆、別所敬司、山下直美、小林智浩
- 制作 - BS朝日、ストロベリー・ミーツ ピクチュアズ
- 製作 - 『僕の妹は「大阪おかん」』製作委員会（東宝、BS朝日、TBSサービス、中経出版、ストロベリー・ミーツ ピクチュアズ、グロービジョン、日本出版販売）

## 主題歌
- 作詞：石舘光太郎・井上純一、作曲：井上純一、編曲：Hajime（LiLi）[4]。

エンディングで浪花が風呂に浸かりながら歌う「鼻歌」として流される。編曲に際してはミニー・リパートンの「Lovin' You」の様にして欲しいとリクエストしている。メロディーは全て同一だが毎回歌詞が異なり、またタイトルの一部に有名歌謡曲のものを拝借しているが、関連はない。一覧は下記参照。

## 各話リスト
各タイトル名はライトノベルや漫画作品で兄妹関係モノ（多くは「妹」が付いている）を元にしている。
| 話数    | サブタイトル                                           | 主題歌                            |
| ------- | ------------------------------------------------------ | --------------------------------- |
| 第1話   | ある朝、大阪おかんの妹ができまして。                   | 大阪ビューティフル・ネーム        |
| 第1.5話 | 配信限定大阪おかん。                                   | 学生街の喫茶店 ミックス・ジュース |
| 第2話   | 妹が大阪おかんなんですけど!                            | I'm proud 大阪                    |
| 第3話   | 俺の妹がこんなに大阪おかんなわけがない                 | さすべえはいつも雨                |
| 第4話   | 大阪おかんだけど愛さえあれば関係ないよねっ             | 浪花のラブソング                  |
| 第5話   | 大阪おかんホーム                                       | 阪神の思い出がいっぱい            |
| 第6話   | 最近、妹のようすがちょっと大阪おかんなんだが。         | 値切りのバラード                  |
| 第7話   | この中に1人、大阪おかんがいる!                         | きようよ どうぶつ柄の服           |
| 第8話   | あるいは現在進行形の大阪おかん                         | 次回予告の歌                      |
| 第9話   | 大阪おかんな妹と受難な俺                               | もってけ!体操ふく                 |
| 第10話  | 妹は大阪おかんの女神ちゃん                             | 魔法の言葉〜Osaka-Ben〜           |
| 第11話  | 最近の大阪おかんブームはどうやら俺のおかげらしいですよ | オムライスの女                    |
| 第12話  | 浪花はん＠がんばらない                                 | LA・LA・LA・OINARI SONG           |
| 特典    | うちのお兄ちゃんは「東京ルール」                       | LOVE 湯 ONLY                      |

## 放送局
| 放送地域 | 放送局             | 放送期間                       | 放送日時                     | 放送系列   | 備考                  |
| -------- | ------------------ | ------------------------------ | ---------------------------- | ---------- | --------------------- |
| 日本全域 | BS朝日             | 2012年12月22日 - 2013年3月16日 | 土曜 1:55 - 2:00（金曜深夜） | BS放送     | 制作局 製作委員会参加 |
| 日本全域 | ニコニコチャンネル | 2012年12月22日 - 2013年3月16日 | 土曜 13:00 更新              | ネット配信 | ニコニコ公式アニメ    |

## 映像特典
『うちのお兄ちゃんは「東京ルール」』はBlu-ray収録エピソード。本編とは反対に浪花からみた東京ルールの話になっている。EDは浪花ではなく楓が歌った。
東京ルール
1. 地名は出来るだけ略し、略し方に統一性がない
2. 電車の種類と案内がややこしい
3. 東京は特に牛や鶏と言わないときは、肉といえば豚肉のこと

## ソフト

### Blu-ray
| 巻数 | 発売日        | 収録話                    | 規格品番  | 備考                         |
| ---- | ------------- | ------------------------- | --------- | ---------------------------- |
| 1    | 2013年4月19日 | 第1話 - 第12話 + 特典映像 | TBR23068D | ジャケットデザイン：大島美和 |